# First Division 2006 (Irlanda)
Fu la ventiduesima stagione della League of Ireland First Division e venne promossa solo lo Shamrock Rovers.

## First Division
| Pos. | Squadra         | G  | V  | N  | P  | GF | GS | DR  | Pt    |
| ---- | --------------- | -- | -- | -- | -- | -- | -- | --- | ----- |
| 1    | Shamrock Rovers | 36 | 21 | 12 | 3  | 53 | 13 | 40  | 72(*) |
| 2    | Dundalk         | 36 | 22 | 5  | 9  | 57 | 33 | 24  | 71    |
| 3    | Galway United   | 36 | 19 | 12 | 5  | 57 | 25 | 32  | 69    |
| 4    | Cobh Ramblers   | 36 | 16 | 10 | 10 | 50 | 33 | 17  | 58    |
| 5    | Limerick        | 36 | 14 | 5  | 17 | 38 | 48 | -10 | 47    |
| 6    | Finn Harps      | 36 | 12 | 10 | 14 | 49 | 45 | 04  | 46    |
| 7    | Kildare County  | 36 | 11 | 10 | 15 | 38 | 55 | -17 | 43    |
| 8    | Athlone Town    | 36 | 11 | 9  | 16 | 29 | 47 | -18 | 41    |
| 9    | Monaghan United | 36 | 6  | 9  | 21 | 32 | 64 | -32 | 27    |
| 10   | Kilkenny City   | 36 | 3  | 8  | 25 | 25 | 65 | -40 | 17    |

G = Partite giocate; V = Vittorie; N = Nulle/Pareggi; P = Perse; GF = Goal fatti; GS = Goal subiti; DR = Differenza reti;
(*) Shamrock Rovers F.C. fu penalizzata di tre punti